# UFC Fight Night: Brunson vs Machida
UFC Fight Night: Brunson vs. Machida  (også kendt som UFC Fight Night 119) var et MMA-stævne, produceret af Ultimate Fighting Championship, der blev afholdt den 28. oktober 2017 i Ginásio do Ibirapuera i São Paulo i Brasilien.

## Baggrund
En mellemvægtskamp mellem tidligere UFC-letsvægtsmester Lyoto Machida og Derek Brunson var hovedattraktionen var på dette event.
En letsværvægtskamp mellem tidligere titeludfordrer Glover Teixeira og Misha Cirkunov var planlagt til at finde sted ved dette stævne men blev udskudt og sat på programmet til UFC on Fox: Lawler vs. dos Anjos eftersom Teixeira fik en håndskade, der var langsom om at blive frisk.
Den 19. september, blev nykommeren Carlos Felipe ramt af en potentiel United States Anti-Doping Agency-overtrædelse som følge af et sample uden for konkurrence den 29. juli. Derfor blev han fjernet fra sin UFC-debut mod danske Christian Colombo. Han blev erstattet af den brasilianske nykommer Marcelo Golm.
Colombo tabte til Golm via submission (rear-naked choke) efter 2 minutter og 8 sekunder i 1. omgang.

## Bonus awards
De følgende kæmpere blev belønnet med $50,000 bonuser:
- Fight of the Night: Elizeu Zaleski dos Santos vs. Max Griffin
- Performance of the Night: Derek Brunson and Pedro Munhoz

## International tv-transmittering
| Land    | Tv-kanal         |
| ------- | ---------------- |
| Denmark | Viaplay Fighting |
| Norway  | Viaplay Fighting |
| Sweden  | Viaplay Fighting |